# 猿線

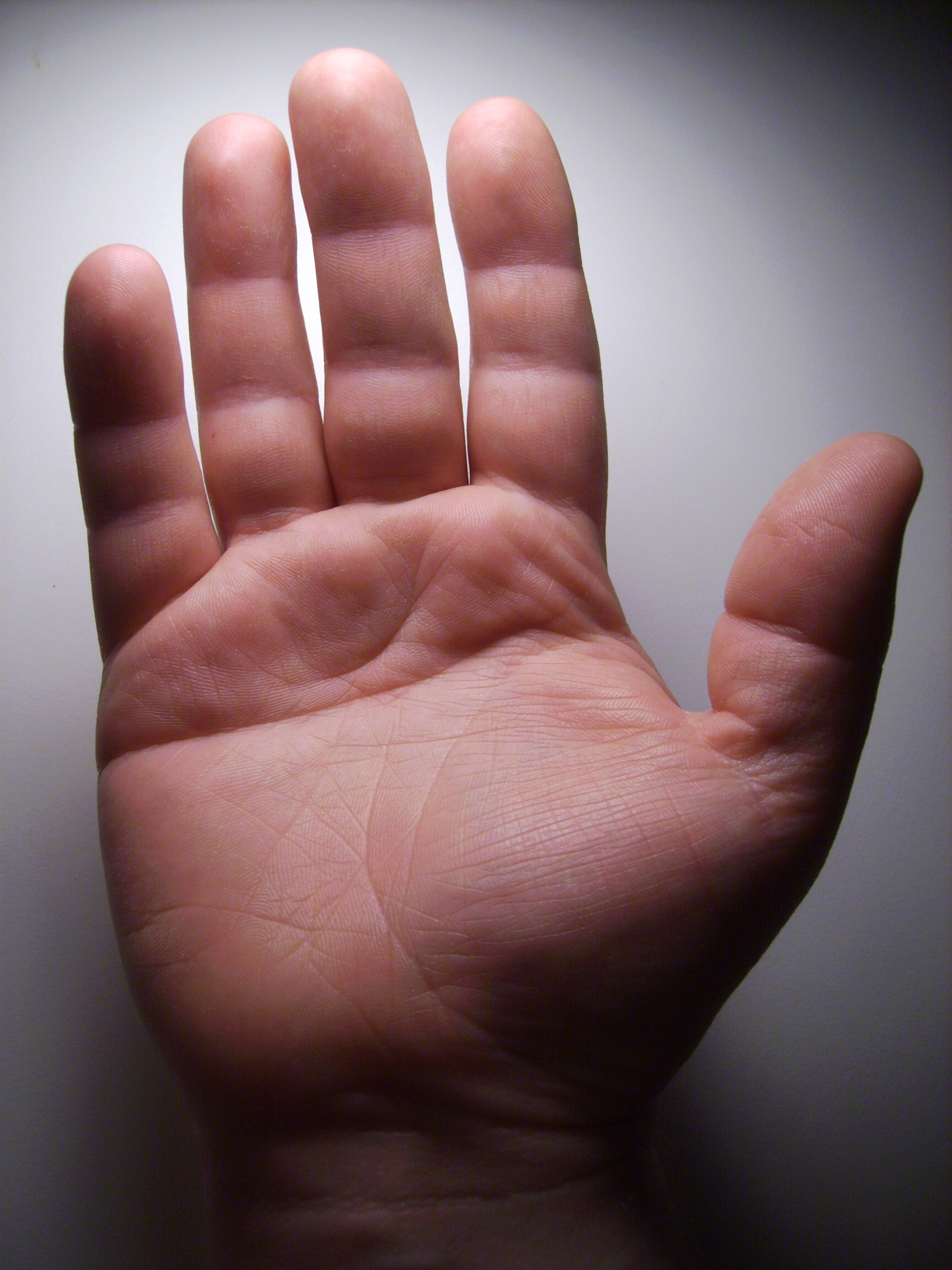
成人の猿線

猿線（えんせん）とは、ヒトの手掌がサルのように切れ切れで線がはっきりせず、野球のグローブのシワのようになっているものをいう。
手相学の用語を用いれば、頭脳線と感情線が1本となって掌を横断しているもの、という表現になる。手相学では、この線を『枡かけ（ますかけ）』とよび、橈側から尺側まで一直線に横断する、単一の水平屈曲線をいう場合をいう。
一方、猿線はダウン症候群をはじめとした、染色体異常や遺伝子疾患、奇形症候群にはしばしば見られる。
　ダウン症に必ずしも特異的ではないにもかかわらず、しばしばダウン症の特徴として過度に強調されることや、人体の名称に動物の名前を使用することが適切ではないという議論があり、近年では猿線と呼ばず、手掌単一屈曲線と言う場合が多い。
なお、手相の升かけは商才にたけているとされる。手相では「猿線」と「升かけ」の違いを線がどの程度明瞭かによるとしている。